# Nekrolog 4. Quartal 1929
Nekrolog
◄◄
| ◄
| 1925
| 1926
| 1927
| 1928
| 1929 | 1930 | 1931 | 1932 | 1933 | ► | ►►
1. Quartal |
2. Quartal |
3. Quartal |
4. Quartal 1929
Weitere Ereignisse | Allgemeiner Nekrolog 1929
Die Beschreibung der verstorbenen Person sollte so kurz wie möglich gehalten sein und nur deren signifikante Tätigkeit(en) enthalten.
Neue Namen ggf. auch unter dem Geburts- und Sterbedatum, also etwa unter 1. Januar und im Geburts- und Sterbejahr (2024) eintragen (nur bei entsprechender großer Wichtigkeit). Für Beispiele siehe die schon vorhandenen Artikel.
Außerdem über die fünf zuletzt Verstorbenen, zu denen es einen ausreichend guten Artikel für eine Präsentation auf der Hauptseite gibt, nach der todesbedingten Überarbeitung der Artikel ggf. auch unter Wikipedia Diskussion:Hauptseite informieren und sie am besten auch in den anderen Wikipedia-Sprachversionen eintragen. Tipp: Regelmäßig bei news.google.de nach „ist tot“, „gestorben“ oder „verstorben“ suchen.
Wenn eine Person gestorben ist, gibt es viele Seiten zu dieser Person in der Wikipedia, die davon auch betroffen sind und entsprechend aktualisiert werden müssen. Beispiele: Namenübersichtsseite, Geburtsjahr, Geburtsort-Seiten und viele mehr.
Wie finde ich die betroffenen Seiten?
Im Suchfeld auf der linken Seite gibt man den Suchbegriff so ein: „Vorname Nachname“. Dann klickt man auf Volltext und alle Seiten mit entsprechendem Suchtext werden aufgerufen. Hier sieht man dann schnell, wo auch das Todesjahr Sinn macht oder sogar ein Teil des Artikels angepasst werden muss. Auch hilft das „Werkzeug“ auf der linken Seite sehr gut, um solche Seiten aufzufinden: „Links auf diese Seite“. Somit ist die Wikipedia wieder aktuell in allen Bereichen! Hinweis: bei Eintragung der Kategorie „Gestorben JAHR“ wird der Missbrauchsfilter 49 ausgelöst, was jedoch nicht schlimm ist. Siehe: Spezial:Missbrauchsfilter/49
Dies ist eine Liste von im vierten Quartal 1929 verstorbenen bekannten Persönlichkeiten. Die Einträge erfolgen innerhalb der einzelnen Daten alphabetisch sortiert. Tiere sind im Nekrolog für Tiere zu finden.

## Oktober
| Tag         | Name                                   | Beruf, bekannt als                                                                                    | Alter | Beleg |
| ----------- | -------------------------------------- | --- | ----- | ----- |
| 1. Oktober  | Antoine Bourdelle                      | französischer Bildhauer und Kunstlehrer                                                               | 67    |       |
| 1. Oktober  | W. B. Kinne                            | US-amerikanischer Politiker                                                                           | 55    |       |
| 2. Oktober  | Hans Bimler                            | deutscher Zeichenlehrer, freischaffender Künstler und Antiquitätensammler                             | 69    |       |
| 2. Oktober  | Alfred von Kesling                     | bayerischer Generalleutnant                                                                           | 75    |       |
| 2. Oktober  | Helene Lecher                          | österreichische Philanthropin                                                                         | 64    |       |
| 2. Oktober  | Paul Schuppan                          | deutscher Architekt                                                                                   | 77    |       |
| 3. Oktober  | Paul Brandt                            | preußischer Beamter und Politiker                                                                     | 60    |       |
| 3. Oktober  | Jeanne Eagels                          | US-amerikanische Schauspielerin                                                                       | 39    |       |
| 3. Oktober  | Constantin Koenen                      | deutscher Provinzialrömischer Archäologe                                                              | 75    |       |
| 3. Oktober  | Gustav Stresemann                      | deutscher Politiker (DVP, NLP), MdR, Außenminister der Weimarer Republik und Friedensnobelpreisträger | 51    |       |
| 3. Oktober  | Carl Wolff                             | siebenbürgischer Volkswirtschaftler, Journalist und Politiker                                         | 79    |       |
| 4. Oktober  | Emilie Gutzwiller-Meyer                | Schweizer Frauenrechtlerin                                                                            | 61    |       |
| 4. Oktober  | Mila von Luttich                       | österreichische Illustratorin, Malerin und Zeichnerin                                                 | 57    |       |
| 4. Oktober  | Jan Metzelaar                          | niederländisch-US-amerikanischer Fischereibiologe und Ichthyologe                                     | 37    |       |
| 4. Oktober  | Bernarda Morin                         | Ordensschwester und Gründerin der Congregación de las Hermanas de la Providencia en Chile             |       |       |
| 4. Oktober  | Carl Ryberg                            | dänischer Kaufmann                                                                                    | 74    |       |
| 5. Oktober  | Albrecht Patzig                        | deutscher Buchhändler, Parteisekretär und Politiker (NLP), MdR                                        | 78    |       |
| 6. Oktober  | August Heinrich Niebour                | deutscher Richter und Senator der Hansestadt Lübeck                                                   | 40    |       |
| 6. Oktober  | Marzena Skotnicówna                    | polnische Bergsteigerin                                                                               | 17    |       |
| 7. Oktober  | Gustav Steinmann                       | deutscher Geologe und Paläontologe                                                                    | 73    |       |
| 8. Oktober  | Theodor von Baginski                   | deutscher Hauptmann, Bergwerksunternehmer und Gründer des Kurbades Bad Salzig                         | 84    |       |
| 8. Oktober  | August Friedrich Horstmann             | deutscher Chemiker                                                                                    | 86    |       |
| 8. Oktober  | Max Lehmann                            | deutscher Historiker und Hochschullehrer                                                              | 84    |       |
| 8. Oktober  | Jacek Malczewski                       | polnischer Maler                                                                                      | 75    |       |
| 9. Oktober  | Wilhelm August Berberich               | deutscher Pädagoge und Dichter                                                                        | 68    |       |
| 9. Oktober  | Antonio María Pueyo de Val             | römisch-katholischer Bischof von Pasto                                                                | 65    |       |
| 10. Oktober | Friedrich Holtze                       | deutscher Jurist und Historiker                                                                       | 74    |       |
| 10. Oktober | Elijah McCoy                           | afro-kanadischer Ingenieur und Erfinder                                                               |       |       |
| 10. Oktober | Max Sielaff                            | deutscher Unternehmer                                                                                 | 69    |       |
| 11. Oktober | Hans Breuer                            | deutscher Opernsänger (Tenor)                                                                         |       |       |
| 11. Oktober | Maria Sophia Petronella van Gijtenbeek | niederländische Schauspielerin, Balletttänzerin und Sopranistin                                       | 81    |       |
| 11. Oktober | Walburga von Hohenthal                 | britische Autorin                                                                                     | 90    |       |
| 11. Oktober | Albert Küppers                         | deutscher Bildhauer                                                                                   | 87    |       |
| 11. Oktober | Wilhelm Ludowici                       | deutscher Unternehmer, Ziegeleibesitzer und Erforscher des römischen Rheinzaberns                     | 74    |       |
| 11. Oktober | Hamilton Irving Marlatt                | US-amerikanischer Maler                                                                               |       |       |
| 11. Oktober | Georg Meyer-Steglitz                   | deutscher Bildhauer                                                                                   | 61    |       |
| 11. Oktober | Catharina Sturzenegger                 | Schweizer Journalistin und Schriftstellerin, Mitarbeiterin des Schweizer Roten Kreuzes                | 74    |       |
| 12. Oktober | Lionel Cust                            | britischer Kunsthistoriker                                                                            | 70    |       |
| 12. Oktober | William Dawson                         | US-amerikanischer Politiker                                                                           | 81    |       |
| 12. Oktober | Max Ettlinger                          | deutscher Philosoph, Psychologe und Pädagoge                                                          | 52    |       |
| 12. Oktober | Rudolf Hansen                          | dänischer Marathonläufer                                                                              | 40    |       |
| 14. Oktober | Heinrich Berger                        | deutscher Kapellmeister, Komponist und Arrangeur                                                      | 85    |       |
| 14. Oktober | Frank Shorland                         | britischer Radrennfahrer                                                                              | 57    |       |
| 15. Oktober | Léon Delacroix                         | belgischer Jurist und Politiker                                                                       | 61    |       |
| 15. Oktober | Gustav Eichhorn                        | deutscher Mediziner und Prähistoriker                                                                 | 67    |       |
| 15. Oktober | Emil Kaiser                            | deutscher Komponist und Militärkapellmeister                                                          | 76    |       |
| 15. Oktober | Otto von Linstow                       | deutscher Geologe                                                                                     | 57    |       |
| 16. Oktober | Frank Van der Stucken                  | US-amerikanischer Komponist und Dirigent                                                              | 70    |       |
| 17. Oktober | Edmund Michael Dunne                   | US-amerikanischer römisch-katholischer Geistlicher und Bischof von Peoria                             | 65    |       |
| 17. Oktober | Vladimir Gortan                        | italienischer politischer Aktivist kroatischer Nationalität                                           | 25    |       |
| 17. Oktober | Wilibald Nagel                         | deutscher Musikwissenschaftler und Musikkritiker                                                      | 66    |       |
| 17. Oktober | Paul Piccard                           | Schweizer Maschinenbauingenieur                                                                       | 85    |       |
| 18. Oktober | Hans von Cranach                       | deutscher Offizier und Burghauptmann der Wartburg                                                     | 74    |       |
| 18. Oktober | Karl Ioganson                          | lettischer Avantgarde-Künstler                                                                        | 39    |       |
| 18. Oktober | Auguste Pellerin                       | französischer Unternehmer und Kunstsammler                                                            | 76    |       |
| 18. Oktober | Robert S. Vessey                       | US-amerikanischer Politiker                                                                           | 71    |       |
| 19. Oktober | Rita Lydig                             | spanische High Society-Lady und Autorin                                                               | 54    |       |
| 19. Oktober | Wilhelm Tönissen                       | deutscher Windjammer-Kapitän                                                                          | 48    |       |
| 20. Oktober | José Batlle y Ordóñez                  | uruguayischer Journalist und Politiker                                                                | 73    |       |
| 20. Oktober | John Milton Glover                     | US-amerikanischer Politiker                                                                           | 77    |       |
| 20. Oktober | Rudolf Kittel                          | deutscher Alttestamentler; Hochschullehrer und Rektor in Breslau und Leipzig                          | 76    |       |
| 20. Oktober | Friedrich von Förderreuther            | deutscher Eisenbahningenieur                                                                          | 77    |       |
| 21. Oktober | William Martin Croll                   | US-amerikanischer Politiker                                                                           | 63    |       |
| 21. Oktober | Merrill Moores                         | US-amerikanischer Politiker                                                                           | 73    |       |
| 21. Oktober | Wassil Radoslawow                      | bulgarischer Politiker und Ministerpräsident                                                          | 75    |       |
| 22. Oktober | August Henggeler                       | Schweizer Unternehmer und liberaler Politiker                                                         | 81    |       |
| 22. Oktober | Stephan Löffler                        | deutscher Maschinenbauingenieur und Hochschullehrer                                                   | 51    |       |
| 22. Oktober | Richard Winternitz                     | deutscher Maler                                                                                       | 68    |       |
| 23. Oktober | Robert Hoeniger                        | deutscher Historiker, Sachbuchautor und Publizist                                                     | 74    |       |
| 23. Oktober | Thomas Frederick Tout                  | britischer Historiker                                                                                 | 74    |       |
| 24. Oktober | Amadeu Amaral                          | brasilianischer Dichter, Romanist, Lusitanist und Dialektologe                                        | 53    |       |
| 24. Oktober | Petrus Johannes Blok                   | niederländischer Historiker                                                                           | 74    |       |
| 24. Oktober | Carl Bunzel                            | deutscher Kaufmann und Politiker                                                                      | 60    |       |
| 24. Oktober | Simon Schocken                         | deutscher Unternehmer                                                                                 | 54    |       |
| 24. Oktober | Ludwig von der Wense                   | deutscher Verwaltungsbeamter, Rittergutsbesitzer und Parlamentarier                                   | 65    |       |
| 25. Oktober | Josse Goossens                         | deutscher Maler                                                                                       | 53    |       |
| 26. Oktober | Arno Holz                              | deutscher Dichter und Dramatiker des Naturalismus                                                     | 66    |       |
| 26. Oktober | Bernhard de Rudder                     | deutscher Verwaltungsjurist und Bezirksoberamtmann                                                    | 65    |       |
| 26. Oktober | Aby Warburg                            | deutscher Kunsthistoriker und Kulturwissenschaftler                                                   | 63    |       |
| 27. Oktober | Heinrich Büssing                       | deutscher Konstrukteur und Unternehmensgründer                                                        | 86    |       |
| 27. Oktober | Karl von Keiser                        | deutscher Generalmajor                                                                                | 58    |       |
| 27. Oktober | Demeter Koko                           | österreichischer Maler und Zeichner des Spätimpressionismus                                           | 38    |       |
| 27. Oktober | Georg von der Marwitz                  | preußischer Offizier, zuletzt General der Kavallerie im Ersten Weltkrieg                              | 73    |       |
| 27. Oktober | Alfred Maria Willner                   | österreichischer Journalist, Komponist und Librettist                                                 | 70    |       |
| 28. Oktober | Bernhard von Bülow                     | deutscher Staatsmann                                                                                  | 80    |       |
| 28. Oktober | Theodore E. Burton                     | US-amerikanischer Politiker (Republikanische Partei)                                                  | 77    |       |
| 28. Oktober | Bob Roberts                            | englischer Fußballtorhüter                                                                            | 70    |       |
| 28. Oktober | Hermann Ungar                          | mährischer Schriftsteller                                                                             | 36    |       |
| 29. Oktober | Georg Meiski                           | Landtagsabgeordneter Großherzogtum Hessen                                                             | 64    |       |
| 29. Oktober | Carl Reininghaus                       | österreichischer Großindustrieller und Kunstsammler                                                   | 72    |       |
| 29. Oktober | Hans Veit zu Toerring-Jettenbach       | bayerischer Politiker                                                                                 | 67    |       |
| 30. Oktober | Henry Baudin                           | Schweizer Architekt                                                                                   | 53    |       |
| 30. Oktober | Jacques Doucet                         | französischer Modedesigner                                                                            | 76    |       |
| 30. Oktober | Christoph Eberle                       | deutscher Maschinenbauingenieur und Hochschullehrer                                                   | 59    |       |
| 30. Oktober | Numa Ensch-Tesch                       | belgischer Rechtsanwalt und Politiker                                                                 | 88    |       |
| 30. Oktober | August Musger                          | österreichischer Priester, Physiker und Erfinder                                                      | 61    |       |
| 30. Oktober | Ovide Musin                            | belgischer Violinist und Komponist                                                                    | 75    |       |
| 30. Oktober | Otto Schöpf                            | deutscher Heimatschriftsteller und Chefredakteur des Mülheimer Generalanzeigers                       | 66    |       |
| 31. Oktober | António José de Almeida                | portugiesischer Politiker                                                                             | 63    |       |
| 31. Oktober | Norman Pritchard                       | Leichtathlet und Medaillengewinner bei Olympischen Spielen                                            | 54    |       |
| 31. Oktober | José Carlos de Mascarenhas Relvas      | portugiesischer Politiker                                                                             | 71    |       |

## November
| Tag          | Name                               | Beruf, bekannt als                                                                          | Alter | Beleg |
| ------------ | ---------------------------------- | ------------------------------------------------------------------------------------------- | ----- | ----- |
| 1. November  | Ernst Bach                         | deutscher Theaterautor                                                                      | 53    |       |
| 1. November  | Warren Gard                        | US-amerikanischer Politiker                                                                 | 56    |       |
| 2. November  | Lena Amsel                         | Tänzerin und Schauspielerin                                                                 | 31    |       |
| 2. November  | Anna Führing                       | deutsche Schauspielerin                                                                     | 63    |       |
| 2. November  | James Gorman                       | US-amerikanischer Sportschütze                                                              | 70    |       |
| 2. November  | Olga Valerianowna Paley            | russische Adlige, Mätresse und zweite Ehefrau des Großfürsten Pawel Alexandrowitsch Romanow | 63    |       |
| 2. November  | Peter Polis                        | deutscher Meteorologe und Direktor des meteorologischen Observatorium Aachens               | 59    |       |
| 2. November  | Waldemar Vollerthun                | deutscher Konteradmiral                                                                     | 60    |       |
| 3. November  | Olav Aukrust                       | norwegischer Lyriker                                                                        | 46    |       |
| 3. November  | Jan Baudouin de Courtenay          | polnischer Linguist und Slawist                                                             | 84    |       |
| 3. November  | Jakow Grigorjewitsch Bljumkin      | russischer Revolutionär und Attentäter                                                      |       |       |
| 3. November  | José de Freitas Ribeiro            | portugiesischer Fregattenkapitän, Politiker und Premierminister                             | 61    |       |
| 3. November  | Oskar Friedmann                    | österreichischer Journalist und Schriftsteller                                              | 57    |       |
| 4. November  | Karl von den Steinen               | deutscher Mediziner, Ethnologe, Forschungsreisender, Altamerikanist, Schriftsteller         | 74    |       |
| 5. November  | Anton Galgótzy                     | österreichischer General                                                                    | 92    |       |
| 5. November  | Alfred Anthony von Siegenfeld      | österreichischer Heraldiker                                                                 | 75    |       |
| 6. November  | Max von Baden                      | preußischer General der Kavallerie, letzter Reichskanzler des Deutschen Kaiserreiches       | 62    |       |
| 6. November  | Gustave Naville                    | Schweizer Industrieller                                                                     | 81    |       |
| 6. November  | Columbano Bordalo Pinheiro         | portugiesischer Maler                                                                       | 71    |       |
| 6. November  | Elías Regules                      | uruguayischer Politiker und Schriftsteller                                                  | 68    |       |
| 6. November  | Bruno Rodschinka                   | deutscher Pilot                                                                             | 38    |       |
| 6. November  | Josef Sinn                         | deutscher Kaufmann und Politiker (Zentrum), MdR                                             | 61    |       |
| 6. November  | Georg Wolff                        | deutscher Gymnasiallehrer und provinzialrömischer Archäologe                                | 84    |       |
| 7. November  | William A. Reeder                  | US-amerikanischer Politiker                                                                 | 80    |       |
| 7. November  | Maria Luise Weissmann              | deutsche Lyrikerin                                                                          | 30    |       |
| 8. November  | Karl Asal                          | badischer Jurist                                                                            | 70    |       |
| 8. November  | Alwin Oppel                        | deutscher Wirtschaftsgeograph, Schulgeograph                                                | 80    |       |
| 8. November  | Albert Shepherd                    | englischer Fußballspieler                                                                   | 44    |       |
| 9. November  | Carl Ben Eielson                   | US-amerikanischer Buschpilot                                                                | 32    |       |
| 9. November  | Frida Lanius                       | deutsche Theaterschauspielerin                                                              | 64    |       |
| 9. November  | Eugène Monod                       | Schweizer Architekt                                                                         | 58    |       |
| 9. November  | Theodor Pfeiffer                   | deutscher klassischer Pianist, Komponist und Musikpädagoge                                  | 76    |       |
| 9. November  | Jacques Rigaut                     | französischer Dichter und Autor                                                             | 30    |       |
| 10. November | William Paul Jarrett               | US-amerikanischer Politiker                                                                 | 52    |       |
| 10. November | Karl Menser                        | deutscher Bildhauer und akademischer Zeichenlehrer                                          | 57    |       |
| 10. November | Giovanni Battista Ricci            | italienischer Geistlicher, Erzbischof von Ancona und Numana                                 | 84    |       |
| 11. November | Woldemar Kandler                   | deutscher Architekt und Kirchenbaumeister                                                   | 63    |       |
| 11. November | Ernst Maass                        | deutscher klassischer Philologe                                                             | 73    |       |
| 11. November | Mieczysław Sołtys                  | polnischer Komponist                                                                        | 66    |       |
| 12. November | Alexander von Zagareli             | georgischer Linguist                                                                        | 84    |       |
| 13. November | Viktoria von Preußen               | Tochter von Kaiserin Victoria und Kaiser Friedrich III.                                     | 63    |       |
| 14. November | George Alexander                   | britischer Lacrossespieler                                                                  |       |       |
| 14. November | Conrad Dieterici                   | deutscher Physiker und Hochschullehrer                                                      | 70    |       |
| 14. November | Charles Hose                       | britischer Kolonialbeamter, Zoologe und Ethnologe                                           | 66    |       |
| 14. November | Kamala                             | indisches Wolfskind                                                                         |       |       |
| 14. November | Karl Scheurer                      | Schweizer Politiker (FDP)                                                                   | 57    |       |
| 14. November | Marie Schumann-Hettich             | deutsche Pianistin und Klavierlehrerin                                                      | 88    |       |
| 15. November | Max Ebert                          | deutscher Prähistoriker                                                                     | 50    |       |
| 17. November | Minya Diez-Dührkoop                | Porträtfotografin (Hamburg)                                                                 | 56    |       |
| 17. November | Ernst Graser                       | deutscher Chirurg                                                                           | 69    |       |
| 17. November | Wilhelm Hadorn                     | reformierter Schweizer Theologe                                                             | 60    |       |
| 17. November | Herman Hollerith                   | US-amerikanischer Unternehmer, Ingenieur und Erfinder                                       | 69    |       |
| 17. November | Alfred Müller                      | sudetendeutscher Rechtsanwalt, Turner und Turnfunktionär                                    | 69    |       |
| 17. November | Wilhelm Platz                      | deutscher Schriftsteller                                                                    | 63    |       |
| 18. November | James William Good                 | US-amerikanischer Politiker                                                                 | 63    |       |
| 18. November | Zsigmond Kunfi                     | ungarischer sozialistischer Politiker                                                       | 50    |       |
| 18. November | Julian M. Quarles                  | US-amerikanischer Politiker                                                                 | 81    |       |
| 18. November | Henricus van de Wetering           | niederländischer Kleriker und Erzbischof von Utrecht                                        | 78    |       |
| 19. November | Felix Ehrl                         | deutscher Ingenieur, Opernsänger (Bass), Theaterschauspieler sowie Theaterregisseur         | 74    |       |
| 19. November | Arthur Henry Mann                  | britischer Organist und Komponist von Kirchenliedern                                        | 79    |       |
| 20. November | Walther Firle                      | deutscher Porträtmaler und Genremaler                                                       | 70    |       |
| 20. November | Heinrich Herpell                   | Bürgermeister und Abgeordneter                                                              | 68    |       |
| 20. November | Stefanie von Turetzki              | Begründerin des 1. Mädchenlyzeums Österreich-Ungarns in Czernowitz                          | 60    |       |
| 21. November | Hermann Leffler                    | deutscher Schauspieler bei Bühne und Film                                                   | 65    |       |
| 21. November | Jacob Cornelis van Slee            | niederländischer Bibliothekar und Prediger                                                  | 88    |       |
| 22. November | Jaume Ferran i Clua                | spanischer Arzt und Bakteriologe                                                            | 78    |       |
| 22. November | Robert Leibnitz                    | deutscher Architekt                                                                         | 66    |       |
| 22. November | Eduard Pietzcker                   | deutscher Reichsgerichtsrat                                                                 | 67    |       |
| 23. November | Arvid Kleven                       | norwegischer Komponist                                                                      | 29    |       |
| 24. November | Georges Clemenceau                 | französischer Politiker                                                                     | 88    |       |
| 24. November | Rudolph Crasemann                  | deutscher Kaufmann und Politiker, MdHB                                                      | 88    |       |
| 24. November | Max Oertz                          | deutscher Yachtkonstrukteur                                                                 | 58    |       |
| 24. November | Francis E. Warren                  | US-amerikanischer Politiker                                                                 | 85    |       |
| 25. November | Emma Bachem                        | Politikerin des Zentrums                                                                    | 58    |       |
| 25. November | Ludwig Blümke                      | preußischer Verwaltungsjurist und Landrat                                                   |       |       |
| 25. November | Katie Crippen                      | amerikanische Entertainerin und Blues-Sängerin                                              | 34    |       |
| 25. November | Elisha Albright Hoffman            | US-amerikanischer evangelisch-presbyterianischer Pastor und Kirchenlieddichter              | 90    |       |
| 25. November | Maria Emilie Snethlage             | deutsche Ornithologin                                                                       | 61    |       |
| 26. November | John Cockburn                      | australischer Politiker, Premierminister von South Australia                                | 79    |       |
| 26. November | Augusto Gil                        | portugiesischer Lyriker                                                                     | 56    |       |
| 26. November | Friedrich Graf                     | deutscher Lehrer, Heimatforscher und Kommunalpolitiker                                      | 71    |       |
| 26. November | Charles J. McCarthy                | US-amerikanischer Politiker (Demokratische Partei) und Territorialgouverneur von Hawaii     | 68    |       |
| 26. November | George-Daniel de Monfreid          | französischer Kunstsammler und Maler                                                        | 73    |       |
| 26. November | Chandra Shamsher Jang Bahadur Rana | Premierminister von Nepal                                                                   | 66    |       |
| 26. November | Siegfried Graf von Wimpffen        | österreichischer Adliger, österreichischer Automobilist                                     | 64    |       |
| 26. November | Luciano Zuccoli                    | italienischer Schriftsteller                                                                | 60    |       |
| 27. November | Wilhelm Biedermann                 | deutscher Mediziner und Physiologe                                                          | 77    |       |
| 27. November | Robert Misch                       | deutscher Librettist und Schriftsteller                                                     | 69    |       |
| 27. November | Hermann Nietschmann                | deutscher Schriftsteller                                                                    | 89    |       |
| 28. November | Carl Oswald Bulla                  | Fotograf, Gründer der russischen Fotoreportagen                                             | 74    |       |
| 28. November | Franz Hartl                        | österreichischer Politiker (SDAP), Bundesrat                                                | 57    |       |
| 29. November | Marie von Egger                    | österreichische Schriftstellerin                                                            | 78    |       |
| 29. November | Ludwig Feldgen                     | Baumeister, Bauunternehmer und Ziegeleibesitzer in Wuppertal                                | 80    |       |
| 29. November | Heinrich Kluibenschedl             | österreichischer Maler und Restaurator                                                      | 80    |       |
| 30. November | Frida von Kronoff                  | deutsche Schriftstellerin                                                                   | 76    |       |
| 30. November | Wilhelm Merck                      | deutscher Politiker (BVP), MdR                                                              | 62    |       |
| 30. November | Samuel L. Powers                   | US-amerikanischer Politiker                                                                 | 81    |       |
|              | Paul Lissmann                      | deutscher Nervenarzt                                                                        |       |       |

## Dezember
| Tag          | Name                              | Beruf, bekannt als                                                                                                | Alter | Beleg |
| ------------ | --------------------------------- | --- | ----- | ----- |
| 1. Dezember  | Detlef Breiholz                   | deutscher Lehrer und Imker                                                                                        | 65    |       |
| 1. Dezember  | Otto Fischer                      | deutscher Richter und Rechtswissenschaftler; Hochschullehrer und Rektor in Breslau                                | 76    |       |
| 1. Dezember  | Louis Lewin                       | deutscher Arzt, Pharmakologe, Toxikologe und Begründer der Industrietoxikologie und Suchtmittelforschung          | 79    |       |
| 1. Dezember  | Alfred Lucking                    | US-amerikanischer Politiker                                                                                       | 72    |       |
| 1. Dezember  | August Meyer                      | deutscher Politiker (SPD), MdL                                                                                    | 58    |       |
| 1. Dezember  | Max Neumeister                    | Forstwirt und Wissenschaftler                                                                                     | 80    |       |
| 1. Dezember  | Leon Reich                        | polnischer zionistischer Publizist und Politiker                                                                  | 50    |       |
| 1. Dezember  | Konrad von Sydow                  | Gutsbesitzer und Politiker                                                                                        | 76    |       |
| 2. Dezember  | Ludwig von Marnitz                | deutscher Sprachlehrer und Professor an der Preußischen Kriegsakademie                                            | 72    |       |
| 3. Dezember  | David Hollingsworth               | US-amerikanischer Politiker (Republikanische Partei)                                                              | 85    |       |
| 4. Dezember  | Friedrich Grünanger               | bulgarisch-österreichischer Architekt und bulgarischer Hocharchitekt                                              | 73    |       |
| 4. Dezember  | Louis F. Hart                     | US-amerikanischer Politiker                                                                                       | 67    |       |
| 4. Dezember  | Niels Juul                        | US-amerikanischer Politiker dänischer Herkunft                                                                    | 70    |       |
| 4. Dezember  | Hanns Lippmann                    | deutscher Filmproduzent und Produktionsleiter der Stummfilmzeit                                                   |       |       |
| 4. Dezember  | Franz Studniczka                  | österreichischer Archäologe und Professor für Klassische Archäologie                                              | 69    |       |
| 4. Dezember  | Karl Walter                       | deutscher Organist, Pädagoge und Wissenschaftler                                                                  | 67    |       |
| 5. Dezember  | Oscar Björck                      | norwegisch-dänischer Maler                                                                                        | 69    |       |
| 5. Dezember  | Fritz Blau                        | deutscher Chemiker                                                                                                | 64    |       |
| 5. Dezember  | William Walton Griest             | US-amerikanischer Politiker                                                                                       | 71    |       |
| 6. Dezember  | Franz von Milde                   | deutscher Sänger (Bariton) und Gesangsprofessor                                                                   | 74    |       |
| 7. Dezember  | Rudolf von Bönninghausen          | preußischer Landrat                                                                                               | 68    |       |
| 7. Dezember  | Charles Jacobus                   | US-amerikanischer Sportjournalist und Roque- bzw. Croquet-Spieler und -Funktionär                                 | 70    |       |
| 7. Dezember  | Samuel Jessner                    | deutscher Dermatologe und Sexualforscher                                                                          | 70    |       |
| 7. Dezember  | Charles Monro                     | britischer General und Oberbefehlshaber in Britisch-Indien (1916–1920) sowie Gouverneur von Gibraltar (1923–1929) | 69    |       |
| 7. Dezember  | Arthur Peuchen                    | kanadischer Geschäftsmann, Militär und Yacht-Sportler                                                             | 70    |       |
| 7. Dezember  | Carl Stegmann                     | deutscher Klassischer Philologe                                                                                   | 76    |       |
| 8. Dezember  | Heinrich Kummer von Falkenfeld    | österreichisch-ungarischer Offizier, zuletzt General der Kavallerie im Ersten Weltkrieg                           | 77    |       |
| 8. Dezember  | Fritz Mendl                       | österreichischer Unternehmer                                                                                      | 65    |       |
| 8. Dezember  | Konrad Ribbeck                    | deutscher Gymnasiallehrer, Stadtarchivar und Stadthistoriker                                                      | 68    |       |
| 8. Dezember  | Frederick Suerig                  | US-amerikanischer Ruderer                                                                                         | 51    |       |
| 8. Dezember  | Teddy Tetzlaff                    | US-amerikanischer Automobilrennfahrer und Schauspieler                                                            | 46    |       |
| 9. Dezember  | Nikolai Nikolajewitsch Gerhard    | Generalgouverneur von Finnland                                                                                    | 91    |       |
| 9. Dezember  | Rudolf Schröder                   | deutscher Architekt                                                                                               | 55    |       |
| 10. Dezember | Frederick Abberline               | Inspektor der London Metropolitan Police                                                                          | 86    |       |
| 10. Dezember | Theodor Georg Rakus               | österreichischer Studentenführer, Arzt und Gesandter                                                              | 60    |       |
| 10. Dezember | Franz Rosenzweig                  | deutscher Historiker und Philosoph                                                                                | 42    |       |
| 11. Dezember | Otto Jürgens                      | deutscher Archivar, Autor, und Bibliothekar, u. a. Leiter des Stadtarchivs Hannover                               | 67    |       |
| 11. Dezember | Edward Drake Roe                  | US-amerikanischer Mathematiker                                                                                    | 70    |       |
| 11. Dezember | Richard Tschammer                 | deutscher Architekt                                                                                               | 69    |       |
| 12. Dezember | Julius Axmann                     | österreichischer Politiker                                                                                        | 71    |       |
| 12. Dezember | Caroline Bishop                   | englisch-britische Aktivistin für Kindergärten                                                                    | 83    |       |
| 12. Dezember | Charles Goodnight                 | US-amerikanischer Viehzüchter                                                                                     | 93    |       |
| 12. Dezember | Uwe Jens Krafft                   | deutscher Regisseur, Schauspieler, Drehbuchautor, Szenenbildner und Schnittmeister                                | 50    |       |
| 13. Dezember | Wilhelm Denz                      | Schweizer reformierter Pfarrer                                                                                    | 77    |       |
| 13. Dezember | Wilhelm Diefenbach                | deutscher Politiker                                                                                               | 60    |       |
| 14. Dezember | Webster E. Brown                  | US-amerikanischer Politiker                                                                                       | 78    |       |
| 14. Dezember | Henry Bradwardine Jackson         | britischer Admiral; Erster Seelord                                                                                | 74    |       |
| 14. Dezember | Walter Fischer                    | deutsches SA-Mitglied                                                                                             | 19    |       |
| 14. Dezember | Sigurd Jørgensen                  | norwegischer Turner                                                                                               | 41    |       |
| 14. Dezember | Frieda Jung                       | deutsche Dichterin                                                                                                | 64    |       |
| 14. Dezember | Josef Noldin                      | Rechtsanwalt und Organisator der Privatschulen in Südtirol während der Zeit des Faschismus                        | 41    |       |
| 15. Dezember | Marie Hankel                      | deutsche Esperanto-Dichterin                                                                                      | 85    |       |
| 15. Dezember | Hermann Jellinghaus               | deutscher Sprachforscher und Volkskundler                                                                         | 82    |       |
| 15. Dezember | Danylo Sabolotnyj                 | ukrainischer Epidemiologe und Mikrobiologe                                                                        | 63    |       |
| 16. Dezember | Alfred zu Dohna-Schlobitten       | preußischer Offizier, zuletzt General der Kavallerie                                                              | 77    |       |
| 16. Dezember | Albert Hauth                      | deutscher Kaufmann, Farmer und Gelegenheitsdichter in Südwestafrika                                               | 54    |       |
| 16. Dezember | John Lisseter Humphreys           | britischer Kolonialgouverneur in Nord-Borneo                                                                      |       |       |
| 16. Dezember | George Blackall Simonds           | englischer Bildhauer und Brauereidirektor                                                                         | 86    |       |
| 17. Dezember | Ina von Bentivegni                | deutsche Schriftstellerin und Lehrerin                                                                            | 74    |       |
| 17. Dezember | Ernest Woodford Birch             | britischer Resident von Perak                                                                                     | 72    |       |
| 17. Dezember | Manuel de Oliveira Gomes da Costa | portugiesischer General, Politiker und Ministerpräsident                                                          | 66    |       |
| 17. Dezember | Ted Wilde                         | US-amerikanischer Regisseur und Drehbuchautor                                                                     | 40    |       |
| 18. Dezember | George W. Baxter                  | US-amerikanischer Politiker                                                                                       | 74    |       |
| 18. Dezember | Dietrich Behrens                  | deutscher Romanist                                                                                                | 70    |       |
| 18. Dezember | Harriet Sophia Cobb               | neuseeländische Fotografin                                                                                        | 83    |       |
| 18. Dezember | Ferdinand Freiherr von Miller     | deutscher Erzgießer                                                                                               | 87    |       |
| 18. Dezember | Karl Strobach junior              | deutsch-mährischer Papieringenieur und Generaldirektor der Papier-Industrie-AG Olleschau, Prag, Tschechoslowakei  | 59    |       |
| 19. Dezember | Friedrich von Bülow               | deutscher Marineoffizier, zuletzt Konteradmiral                                                                   | 59    |       |
| 20. Dezember | Will Kirk Kaynor                  | US-amerikanischer Politiker                                                                                       | 45    |       |
| 20. Dezember | Kishida Ryūsei                    | japanischer Maler                                                                                                 | 38    |       |
| 20. Dezember | Émile Loubet                      | französischer Politiker, Staatspräsident von Frankreich (1896–1906)                                               | 90    |       |
| 21. Dezember | Karl Albrecht                     | deutscher Philologe, evangelischer Theologe und Orientalist                                                       | 70    |       |
| 21. Dezember | Henry De Lamar Clayton, Jr.       | US-amerikanischer Jurist und Politiker                                                                            | 72    |       |
| 21. Dezember | Max Dörr                          | deutscher Politiker (KPD), Abgeordneter des Preußischen Landtags                                                  | 43    |       |
| 21. Dezember | Henry Herbert La Thangue          | britischer Maler des Naturalismus und Spätimpressionismus                                                         | 70    |       |
| 21. Dezember | Isaac Lee Patterson               | US-amerikanischer Politiker                                                                                       | 70    |       |
| 21. Dezember | Ernst Pündter                     | deutscher Schauspieler, Theaterleiter und Sendeleiter vom Bremer Sender                                           | 45    |       |
| 21. Dezember | James Williams                    | britischer Hockeyspieler                                                                                          | 51    |       |
| 22. Dezember | Richard Beeger                    | sächsischer Staatsbeamter                                                                                         | 77    |       |
| 22. Dezember | Adolf Thiele                      | deutscher Politiker (SPD), MdL                                                                                    | 52    |       |
| 22. Dezember | George von Washington             | österreichischer Verwandter des ersten amerikanischen Präsidenten                                                 | 73    |       |
| 23. Dezember | Mathieu Molitor                   | deutscher Künstler des Jugendstils                                                                                | 56    |       |
| 23. Dezember | Sepharial                         | englischer Autor, Astrologe und Theosoph                                                                          | 65    |       |
| 23. Dezember | János Tóth                        | ungarischer Politiker, Minister und Großgrundbesitzer                                                             | 65    |       |
| 24. Dezember | John Blaisdell Corliss            | US-amerikanischer Politiker                                                                                       | 78    |       |
| 24. Dezember | Elmer O. Leatherwood              | US-amerikanischer Politiker                                                                                       | 57    |       |
| 24. Dezember | LeRoy Percy                       | US-amerikanischer Politiker                                                                                       | 69    |       |
| 24. Dezember | Alice Pestana                     | portugiesische Journalistin, Pädagogin und Feministin                                                             | 69    |       |
| 25. Dezember | Sergei Alexandrowitsch Chrennikow | russisch-sowjetischer Ingenieur                                                                                   |       |       |
| 25. Dezember | Percy Alexander MacMahon          | britischer Mathematiker                                                                                           | 75    |       |
| 26. Dezember | Giuseppe Gamba                    | italienischer Geistlicher, Erzbischof von Turin und Kardinal der römisch-katholischen Kirche                      | 72    |       |
| 26. Dezember | Albert Giraud                     | belgischer Autor                                                                                                  | 69    |       |
| 26. Dezember | Pedro Weingärtner                 | brasilianischer Maler                                                                                             | 76    |       |
| 27. Dezember | Bodo von Bodemeyer                | deutscher Entomologe                                                                                              | 46    |       |
| 27. Dezember | Peter Gleitsmann                  | deutscher Geistlicher und Politiker (Zentrum), MdR                                                                | 74    |       |
| 27. Dezember | Ludwig Glötzle                    | deutscher Kunstmaler                                                                                              | 82    |       |
| 27. Dezember | Otto Hieber                       | deutscher Freimaurer                                                                                              | 89    |       |
| 27. Dezember | Otto Pahlau                       | deutscher Theaterschauspieler und -regisseur                                                                      | 72    |       |
| 28. Dezember | Laurentius Hanser                 | Benediktinermönch im Kloster Scheyern und Klosterhistoriker                                                       | 54    |       |
| 29. Dezember | Paul Carrière                     | deutscher Musikpädagoge und Komponist                                                                             | 42    |       |
| 29. Dezember | Jim Clarke                        | britischer Tauzieher                                                                                              | 55    |       |
| 29. Dezember | Guido Alfred Dost                 | Mundartdichter des Erzgebirges                                                                                    | 70    |       |
| 29. Dezember | Luise von Gemmingen               | württembergische Hofdame                                                                                          | 67    |       |
| 29. Dezember | Henry Dickinson Green             | US-amerikanischer Politiker                                                                                       | 72    |       |
| 29. Dezember | Otto Hinterhuber                  | österreichischer Geologe und Bergwerksdirektor                                                                    | 90    |       |
| 29. Dezember | Wilhelm Maybach                   | deutscher Automobilkonstrukteur und Unternehmer                                                                   | 83    |       |
| 29. Dezember | Hans Moldenhauer                  | deutscher Tennisspieler                                                                                           | 28    |       |
| 29. Dezember | Georg Sulzer                      | Schweizer Jurist, Schriftsteller und Spiritist                                                                    | 85    |       |
| 30. Dezember | Franz Hilarius Ascher             | österreichischer Unternehmer, Großgrund- und Bergwerksbesitzer, Eigentümer und Chefredakteur der Montan-Zeitung   | 77    |       |
| 30. Dezember | Marie Bautz                       | deutsche Politikerin (SPD), MdHB                                                                                  | 50    |       |
| 30. Dezember | Susanne von Nathusius             | deutsche Porträtmalerin                                                                                           | 79    |       |
| 31. Dezember | Alexander Lambert                 | polnisch-amerikanischer Pianist, Komponist und Musikpädagoge                                                      | 66    |       |
| 31. Dezember | Willy Oßwald                      | deutscher Kommerzienrat und Bankdirektor                                                                          | 66    |       |
| 31. Dezember | Charles Phelps Taft               | US-amerikanischer Politiker (Republikanische Partei)                                                              | 86    |       |
|              | Blind Lemon Jefferson             | US-amerikanischer Bluessänger und -gitarrist                                                                      | 36    |       |
|              | Walther U. Unger                  | deutscher Kapellmeister, Dirigent und Pianohändler                                                                | 53    |       |